# 배이뇌 린나
배이뇌 린나(핀란드어: Väinö Linna, 듣기 (도움말·정보))(1920년 12월 20일 - 1991년 4월 21일)는 핀란드의 작가이다. 세 번째로 쓴 소설 《Tuntematon sotilas》(무명 용사, 1954년)로 유명해졌으며, 이후 3부작 《Täällä Pohjantähden alla》(북극성 아래에서)를 집필하였고, 1959년-1963년에 출간되었다.

## 생애
배이뇌 린나는 피르칸마 지역의 우르얄라에서 태어났다. 빅토르 (비토리) 린나(1874년-1927년)와 요한나 마리아 (마이야) 린나(1888년-1972년)의 7번째 아이로 태어났다. 린나의 아버지는 도축자였으며 그가 8세 때 사망하였고, 어머니가 가계 수입을 충당해야 했다. 가정 환경 속에서도 문학에 대한 관심은 일찍부터 가지고 있었다. 어린 시절에는 근처 도서관에서 빌렸던 모험 소설을 즐겨 읽었다. 1930년대 중반에 받은 6년간의 학교 교육이 그가 받은 교육의 전부이다.
어머니가 일했던 곳에서 벌목꾼과 농장 인부로 일하다가, 1938년 탐페레로 이사하였다. 그 시대의 다른 사람들처럼 갓 사춘기에 접어든 그는 교외에서 산업이 발달하기 시작한 탐페레로 이주하였고, 핀레이슨 섬유 공장에 취직하였다.
1940년 제 2차 세계 대전으로 징집당했고, 겨울 전쟁(1941년-1944년)에 참가하여 동부 전선에서 싸웠다. 분대장으로 지내면서 그와 그의 분대의 경험과 관찰에 대한 글을 썼다. 이 시기에 작가가 되기로 결심하였다. 글이 출판되지 못해서 이후 태워 버렸다. 그 후 전쟁에 참가하는 병사의 입장에서 《무명 용사》라는 작품을 쓰게 되었다.
전후 린나는 결혼하였고, 낮에는 일하면서 밤에는 작품을 집필하였다. 핀레이슨에 있었을 때에도 책을 자주 읽었고, 쇼펜하우어, 도스토옙스키, 니체의 작품이 큰 영향을 주었다. 이후 린나는 에리히 마리아 레마르크의 서부 전선 이상 없다 역시 큰 영향을 주었다고 밝혔다. 첫 소설과 두 번째 소설 《Päämäärä》와 《Musta rakkaus》는 잘 팔리지 않았으며, 시를 쓰려고 시도해 보았으나 성공적이지 않았다.
1954년 무명 용사가 출판되면서 유명해졌다. 당시에는 전쟁과 일반 사람들의 생활을 다룬 소설이 시대의 흐름이었다. 소련과의 평화 협상 이후 10년이 지난 시점에서 핀란드인들은 그 당시 일을 언급하기 시작하였고, 일부는 비판하기 시작하였다. 이전 핀란드의 전쟁 소설과는 다른 주인공 때문에 충분히 주목받을 수 있었다. 출판된 후 6개월 동안 175,000부가 팔렸지만, 평판이 항상 좋은 편은 아니었다. 비평가 토이니 하부가 핀란드의 최대 언론사 헬싱긴 사노맛에 투고한 글에서 그는 등장 인물의 역사적이고 윤리적인 모습을 찾을 수 없다고 비판하였다. 모더니스트 집단에서도 좋은 평가를 하지 않았다. 당시 투오마스 안하바는 장면에 초점을 맞춘 이야기 전개를 놓고 아동 소설이라고 언급하였다. 일반 대중을 상대로 많이 팔렸기 때문에 이후 비판의 강도는 약해졌다.
1950년대 중반 해멘퀴뢰로 이주하여 농사를 짓기 시작하였다. 1959년 북극성 아래에서의 첫 부분이 출판되었다. 책이 잘 팔리면서 2부가 1960년, 3부가 1963년에 출판되었다. 1964년 농장을 팔고 다시 탐페레로 이주하였다. 이전에 집필한 작품이 상업적으로도 성공하여 문학으로 생계를 유지할 수 있었기 때문에, 이번에는 핀레이슨으로 복귀하지 않았다. 1984년 뇌졸중으로 말을 못 하게 되었고, 이후 1992년 4월 21일 암으로 사망하였다.

## 작품
- (1947년) 목표(Päämäärä)
- (1948년) 검은 사랑(Musta rakkaus)
- (1949년-1953년) 구세주(Messias), 미완성
- (1954년) 무명용사(Tuntematon sotilas)
- (1959년-1963년) 북극성 아래서 3부작(Täällä Pohjantähden alla I–III)
- (1967년) 첨부(Oheisia)
- (1990년) 돌파구(Murroksia), 비소설 문집
- (2000년) 전쟁소설(Sotaromaani), 무명용사의 무삭제판

## 유산
1993년부터 유로 도입 이전까지 사용된 20마르카 지폐에 그의 초상화가 들어 있다. 무명 용사와 북극성 아래에서는 이후 영화로 제작되었다.

## 참조
1. 1 2  Nummi, Jyrki (2003–2007). “Linna, Väinö (1920–1992)”. 《100 Faces from Finland – a Biographical Kaleidoscope》. the Biographical Centre of the Finnish Literature Society. 2007년 6월 30일에 확인함.
2. ↑  Liukkonen, Petri (2002). “Väinö (Valtteri) Linna (1920-1992)”. Pegasos. 2003년 12월 6일에 원본 문서에서 보존된 문서. 2007년 6월 30일에 확인함.